# Tweekleurige koekoekshommel
De tweekleurige koekoekshommel (Bombus bohemicus) is een vliesvleugelig insect uit de familie bijen en hommels (Apidae). De wetenschappelijke naam van de soort is voor het eerst geldig gepubliceerd in 1837 door Seidl.

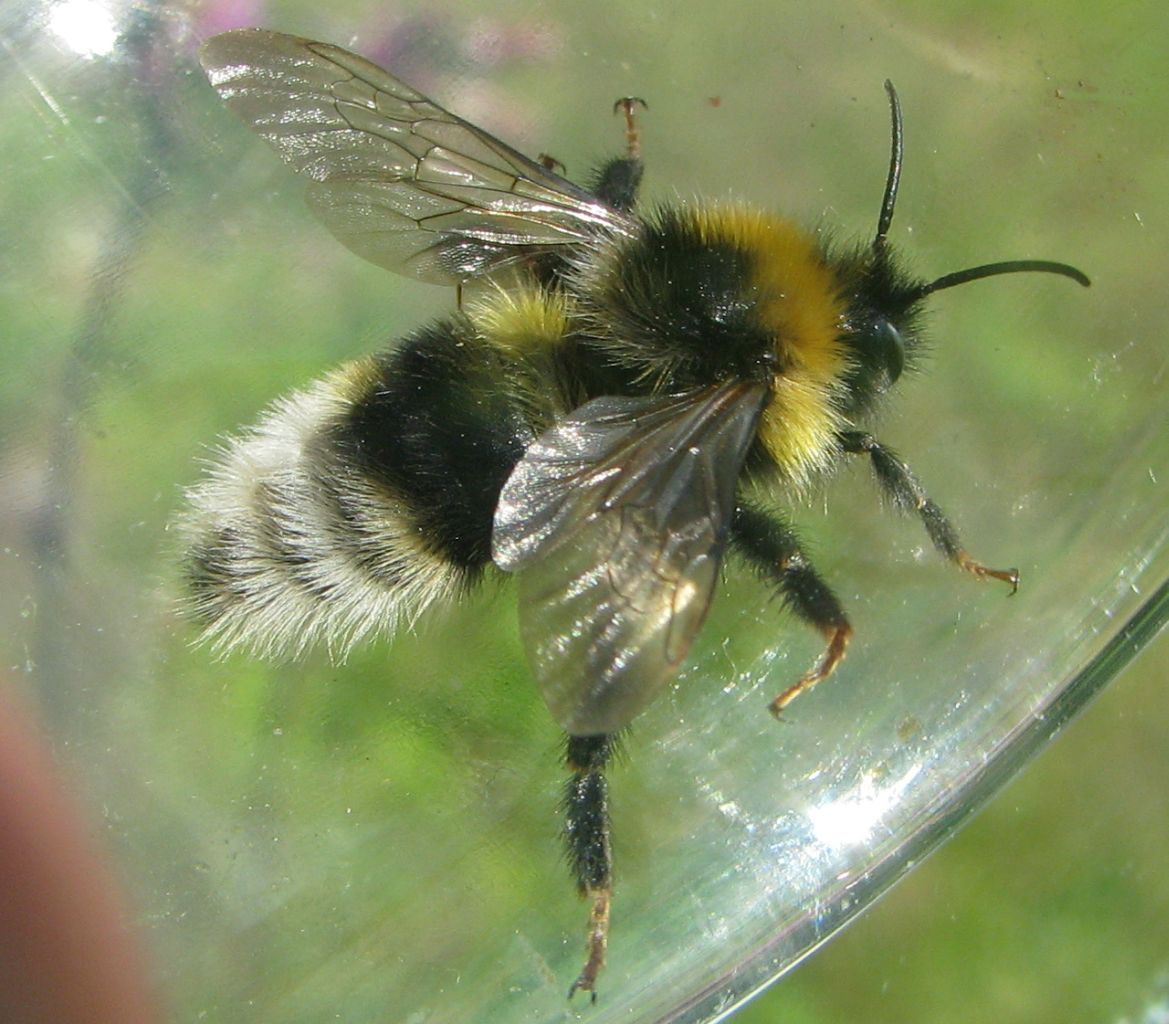
Mannetje